# Тисячний Руслан Станіславович
Русла́н Станісла́вович Ти́сячний — молодший лейтенант медичної служби Збройних сил України.

## Нагороди
за особисту мужність і героїзм, виявлені у захисті державного суверенітету та територіальної цілісності України, вірність військовій присязі під час російсько-української війни, відзначений — нагороджений
- 27 червня 2015 року — орденом Богдана Хмельницького III ступеня.